# Franck Kessié
Franck Yannick Kessié (* 19. Dezember 1996 in Ouragahio, Gôh-Djiboua) ist ein ivorischer Fußballspieler. Der Mittelfeldspieler steht seit August 2023 bei al-Ahli unter Vertrag und ist Nationalspieler.

## Karriere

### Verein
Kessié spielte in seiner Jugend für den Stella Club Adjamé. 
Im Januar 2015 verpflichtete ihn der italienische Erstligist Atalanta Bergamo leihweise für ein halbes Jahr, das Kessié in der dortigen Jugendabteilung verbrachte. Im April 2015 stand er beim 1:1 gegen die AS Rom bereits erstmals im Profikader der Nerazzurri, kam jedoch nicht zum Einsatz. Atalanta Bergamo verpflichtete Kessié im Anschluss an seine Leihe fest vom Stella Club Adjamé und nahm ihn in den Profibereich auf. 
Um Spielpraxis zu erhalten, wurde er für die Zweitligaspielzeit 2015/16 an die AC Cesena verliehen. Für Cesena absolvierte Kessié 36 Partien während der Saison und erzielte vier Tore.
Zur Spielzeit 2016/17 kehrte Kessié zu Atalanta Bergamo zurück. In seinem ersten Pflichtspiel für Atalanta, dem 3:0-Pokalerfolg über die US Cremonese am 13. August 2016 in der 3. Runde der Coppa Italia 2016/17, gelang ihm zugleich sein erster Treffer für Atalanta in einem Pflichtspiel. Nur eine Woche später, beim Auftakt der Saison, erzielte Kessié bei seinem Debüt in der Serie A zwei Tore bei der 3:4-Niederlage gegen Lazio Rom.
Im Sommer 2017 wechselte Kessié zum Ligarivalen AC Mailand. In Mailand war Kessié von Beginn an im Mittelfeld in der Startelf gesetzt. In 5 Jahren bestritt Kessié wettbewerbsübergreifend 223 Pflichtspiele für Milan und erzielte dabei 37 Tore. In der Spielzeit 2021/22 gewann Kessié mit den Mailändern die Italienische Meisterschaft und verabschiedete sich im Nachgang von den Fans, da bezüglich des auslaufenden Vertrages keine Einigung erzielt wurde.
Zur Saison 2022/23 schloss sich Kessié dem FC Barcelona an. Er unterschrieb einen Vertrag bis zum 30. Juni 2026, der eine Ausstiegsklausel in Höhe von 500 Millionen Euro enthielt. Unter Xavi war er meist Ergänzungsspieler und trug 28 Einsätze (7-mal von Beginn) sowie ein Tor zum Gewinn der Meisterschaft bei.
Zur Saison 2023/24 wechselte er für 12,5 Millionen Euro zum saudi-arabischen Erstligisten al-Ahli. Am 3. Mai 2025 stand er mit Al-Ahli im Finale der AFC Champions League Elite, das man mit 2:0 gegen den japanischen Vertreter Kawasaki Frontale gewann.

### Nationalmannschaft
Kessié absolvierte für die U-17-Nationalmannschaft der Elfenbeinküste alle fünf Partien bei der U-17-WM 2013 und führte die Mannschaft als Kapitän bis ins Viertelfinale. Dort unterlag man der Auswahl Argentiniens mit 1:2, obwohl Kessié mit dem Anschlusstreffer sein zweites Turniertor erzielte.
Am 6. September 2014 kam Kessié mit 17 Jahren zu seinem ersten Einsatz für die ivorische A-Nationalmannschaft, als er beim 2:1-Sieg über Sierra Leone in der Qualifikation zur Afrikameisterschaft 2015 in der Startelf stand. Im Oktober und November absolvierte er drei weitere Partien, verpasste jedoch weitere Spiele sowie die Afrikameisterschaft. Im Juni 2015 wurde Kessié für ein Freundschaftsspiel gegen die gabunische Auswahl nominiert, blieb jedoch ohne Einsatz. Erst Mitte 2016 wurde Kessié in den Testspielen gegen Ungarn und Gabun wieder eingesetzt.
Anfang Juli 2021 wurde Kessié in den Kader der ivorischen Olympiaauswahl für das Fußballturnier der Olympischen Sommerspiele 2021 berufen.

## Erfolge
AC Mailand
- Italienischer Meister: 2021/22

FC Barcelona
- Spanischer Meister: 2022/23
- Spanischer Superpokalsieger: 2023

Elfenbeinküste
- Afrikameister: 2024

Individuelle Auszeichnungen
- Team des Jahres der Serie A: 2021

Al-Ahli
- AFC Champions League Elite-Sieger: 2024/25